# Sistema São Lourenço
O Sistema São Lourenço é um dos sistemas administrados pela Sabesp destinados a captação, armazenamento e tratamento de água para a Grande São Paulo. 

## Características
O sistema é composto pelo Represa Cachoeira do França, na região dos municípios de Ibiúna e Juquitiba, e pela Estação de Tratamento de Água Vargem Grande, que possui capacidade de tratamento de até 6,4 mil litros de água por segundo. O reservatório é interconectado com o sistema de tratamento através de túneis, canais e sistemas de bombeamento.
O Sistema Produtor São Lourenço é o principal projeto da Sabesp para aumentar a oferta de água na Grande São Paulo e diminuir a dependência do Sistema Cantareira. O empreendimento, cuja construção começou em 2014, teve a operação assistida iniciada em abril de 2018 e a operação comercial em julho de 2018.
O complexo atende 1,4 milhão de habitantes de sete municípios da zona oeste da Grande São Paulo: Carapicuíba, Barueri, Jandira, Itapevi, Cotia, Vargem Grande Paulista e Santana do Parnaíba.